# Vitgumpad vråk
Vitgumpad vråk (Parabuteo leucorrhous) är en sydamerikansk fågel i familjen hökar inom ordningen hökfåglar.

## Utseende och läten
Vitgumpad vråk är en liten (33–38 cm) mestadels svart vråk med vit över- och undergump. Den har vidare stora gula ögon och gul vaxhud. I flykten ser den rätt kortvingad och långstjärtad ut, med på undersidan mörka svartbandade vingpennor som tydligt kontrasterar med vitaktiga armhålor. Ungfågeln är brunare, med huvud, hals och undersida kraftigt brunstreckad på beigefärgad botten. Lätet är en ljus och på slutet darrande vissling, "piiiii 'ee 'ee 'ee".

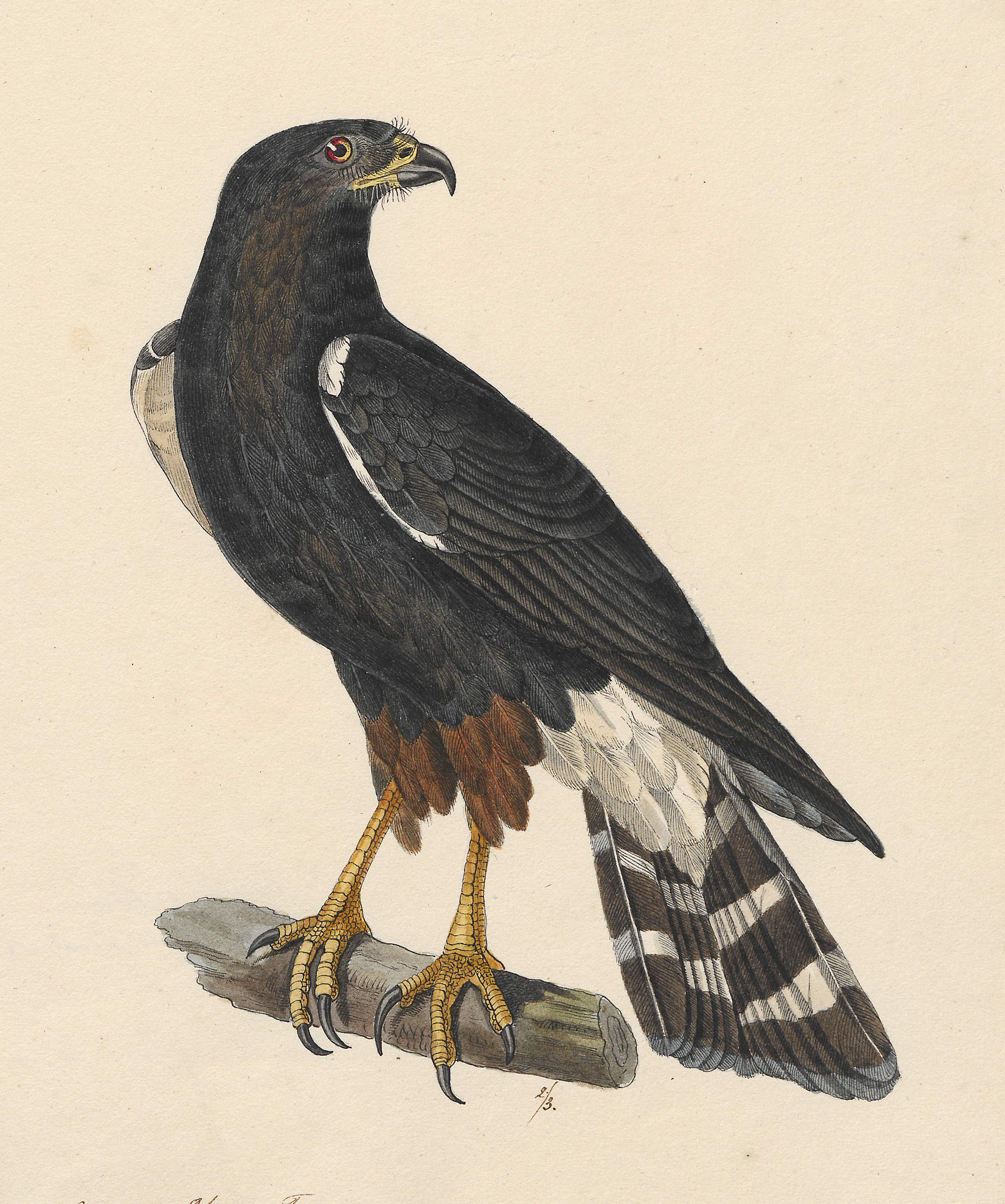

## Utbredning och systematik
Vitgumpad vråk förekommer i skogar från Venezuela till norra Argentina och södra Brasilien. Tidigare placerades den i släktet Buteo, men genetiska studier visar att den är systerart till kaktusvråken (Parabuteo uncinatus) och gör numera sällskap med denna i Parabuteo.

## Levnadssätt
Vitgumpad vråk hittas enstaka i bergsbelägen regnskog och skogsbryn, i Venezuela på mellan 1350 och 3000 meters höjd. Den ses ofta segla över skogen eller sitta i trädtoppar eller exponerade grenar spanande efter reptiler, grodor, insekter och råttor. I Colombia har aktiva bon observerats i februari–mars, medan parning noterats i Ecuador i början av juni och en vuxen fågel matande en unge i början av januari.

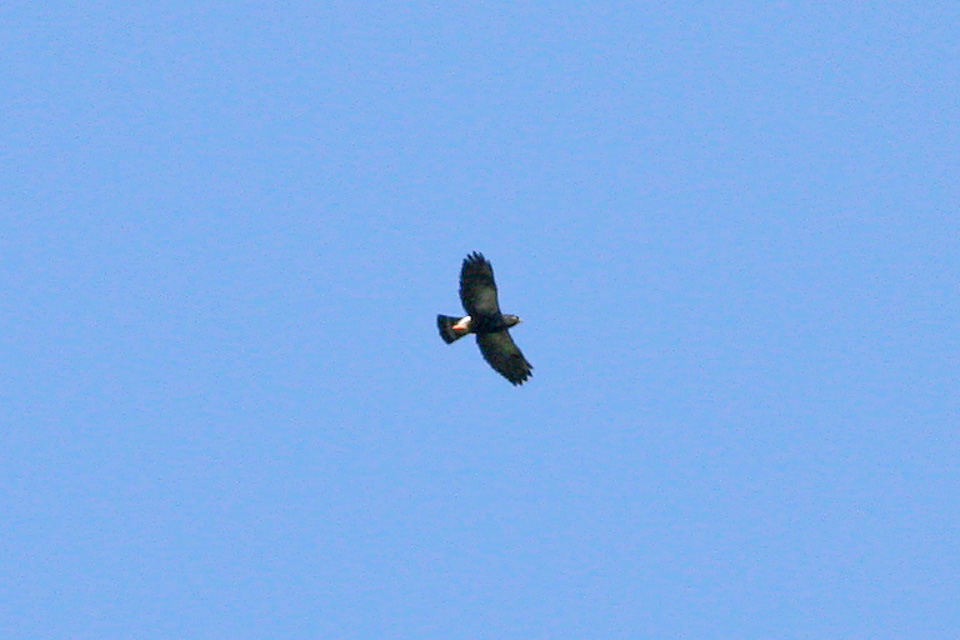

## Status och hot
Arten har ett stort utbredningsområde, men tros minska i antal, dock inte tillräckligt kraftigt för att den ska betraktas som hotad. Internationella naturvårdsunionen IUCN kategoriserar därför arten som livskraftig (LC).